# Kerk van Annerveenschekanaal
De Nederlands Hervormde kerk van Annerveenschekanaal werd in 1835 gebouwd samen met de aangebouwde pastorie. De bekostiging van de bouw van deze Waterstaatskerk vond plaats door de rijksoverheid. In 1860 werd een kerktoren aangebouwd. De kerk en aangebouwde pastorie hebben de status van rijksmonument. In 1982 werd de kerk gerestaureerd. De restauratie werd gefinancierd met middelen verkregen uit de herinrichting van de veenkoloniën. De kerk verloor in 1985 haar religieuze bestemming. Het gebouw werd met behulp van de provincie Drenthe in de jaren 2014/2015 gerenoveerd en kreeg daarna een horecabestemming. De voormalige pastorie kreeg de naam "Heerencompagnie".